# Люксембург на Європейських іграх 2015
Люксембург на перших Європейських іграх у Баку був представлений 58 атлетом.